# Matthew Brennan
James Matthew Brennan (Darlington, 6 augustus 2005) is een Brits baan- en wegwielrenner die in 2025 prof werd bij Team Visma | Lease a Bike.

## Carrière
Als eerstejaars junior behaalde Brennan enkele ereplaatsen in Vlaamse voorjaarsklassiekers. Zo werd hij onder meer vierde in Nokere Koerse, zevende in de Guido Reybrouck Classic en achtste in de E3 Saxo Bank Classic. In juni werd hij tweede in de tweede etappe van de Saarland Trofeo. Daardoor nam hij wel de leiderstrui over van Jed Smithson. Een dag later stond hij de trui weer af, aan Joshua Tarling. In september van hetzelfde seizoen werd hij nog tweede in een etappe in de GP Rüebliland. In januari 2023, aan het begin van zijn tweede jaar als junior, veroverde hij een zilveren medaille op het nationale kampioenschap baanwielrennen: in de scratch (bij de eliterenners) bleef enkel Joe Holt hem voor. Op de weg werd hij in februari tiende in Kuurne-Brussel-Kuurne. Een maand later won hij het eindklassement van de Guido Reybrouck Classic, dat dit jaar een tweedaagse was. Op de Europese kampioenschappen baanwielrennen voor junioren in juli verzamelde hij drie zilveren medailles: in de individuele achtervolging, de ploegenachtervolging en de koppelkoers (met Ben Wiggins). Op de wereldkampioenschappen baanwielrennen voor junioren, die een maand later plaatsvonden, was hij de beste in de individuele achtervolging en, wederom met Wiggins, in de koppelkoers. In de scratch was enkel Roeslan Koeznetsov beter. Terug op de weg won hij in in september een etappe en het eindklassement in de Keizer der Juniores. Een week later werd hij nationaal kampioen achter de derny.
Als eerstejaars belofte maakte Brennan de overstap naar Team Visma | Lease a Bike Development. Eind februari won hij de Trofej Umag, waar hij Noa Isidore en Jakub Mareczko achter zich liet in de sprint. Vier dagen later won hij ook de Trofej Poreč. Hij werd daarmee de eerste renner sinds Olav Kooij in 2020 die beide wedstrijden in het tweeluik in hetzelfde jaar op zijn naam schreef. Later die maand reed hij de Olympia's Tour. Een zesde plaats in de slotrit was zijn beste klassering. In het algemeen klassement eindigde hij op de achtste plaats, op drie minuten van winnaar Tim Torn Teutenberg. In de openingsetappe van de Circuit des Ardennes, begin april, sprintte Brennan naar een derde plaats. Enkel André Drege, die na een late aanval het peloton nipt voorbleef, en Paul Magnier eindigden voor hem. Namens de hoofdmacht van Team Visma | Lease a Bike sprintte hij in mei naar de derde plaats in de Circuit de Wallonie, achter Arnaud De Lie en Axel Zingle.
In 2025 werd Brennan prof door de overstap te maken van de beloften naar de hoofdmacht van Team Visma | Lease a Bike. Zijn eerste wedstrijdkilometers van het seizoen maakte hij in Australië, waar hij deelnam aan de Tour Down Under. In de openingsrit sprintte hij, achter Sam Welsford, naar de tweede plek. Door die tweede plaats mocht hij de tweede etappe in de witte leiderstrui van het jongerenklassement starten. Begin maart won hij, namens de opleidingsploeg, twee eendagskoersen op Franse bodem: de Tour des 100 Communes en de Grote Prijs van Lillers. Nog altijd in Frankrijk, maar nu namens de hoofdmacht van de ploeg, stond hij later die maand aan de start van de GP Denain. In die bijna tweehonderd kilometer lange kasseienklassieker sprintte Brennan vanuit een kopgroep van acht renners naar de overwinning.

## Overwinningen
2023
 Wereldkampioen achtervolging, Junioren
 Wereldkampioen koppelkoers, Junioren
Eindklassement Guido Reybrouck Classic
1e etappe Keizer der Juniores
Eind- en bergklassement Keizer der Juniores
 Brits kampioen stayeren, Elite
2024
Trofej Umag
Trofej Poreč
8e etappe Ronde van Italië, Beloften
2025
Tour des 100 Communes
Grote Prijs van Lillers
GP Denain
1e en 5e etappe Ronde van Catalonië
1e etappe Ronde van Romandië
Ronde van Keulen
2e en 4e etappe Ronde van Noorwegen
Eind-, punten- en jongerenklassement Ronde van Noorwegen
5e etappe  Ronde van Polen

### Resultaten in voornaamste wedstrijden
|      | \| Jaar \| Parijs-Roubaix \| Parijs-Tours \| \| ---- \| -------------- \| ------------ \| \| 2024 \| \| 36e \| \| 2025 \| 44e \| \| |              |
| Jaar | Parijs-Roubaix | Parijs-Tours |
| 2024 | | 36e          |
| 2025 | 44e |              |

### Resultaten in kleinere rondes
| Jaar | Tour Down Under | Ronde van Catalonië | Ronde van Romandië |
| ---- | --------------- | ------------------- | ------------------ |
| 2025 | 42e             | opgave (2)          | 79e (1)            |

(*) tussen haakjes aantal individuele etappeoverwinningen

## Ploegen
- 2024 –  Team Visma | Lease a Bike Development
- 2025 –  Team Visma | Lease a Bike